# الخون (تريم)
'

تعديل مصدري - تعديل

الخون هي إحدى قرى عزلة تريم بمديرية تريم التابعة لمحافظة حضرموت، بلغ تعداد سكانها 817 نسمة حسب تعداد اليمن لعام 2004.